# Pointe Petite Savane
La pointe Petite Savane est un cap de Guadeloupe situé en Grande-Terre et appartenant administrativement à Anse-Bertrand.

## Géographie
Il fait face à la pointe du Capucin, à l'est de celle-ci, avec qui il forme l'anse Pistolet.

## Histoire
Le 5 juillet 2012, le corps d'un homme disparu depuis le 30 juin, y est retrouvé échoué.